# الشلن (عملة إنجليزية)
كان الشلن الإنجليزي عملة فضية لمملكة إنجلترا وعندما قدم لأول مرة كان يُعرف باسم التستون. كان الشلن يساوي اثني عشر بنسًا وكان هناك 20 شلنًا مقابل الجنيه الإسترليني. قدم الشلن الإنجليزي في القرن السادس عشر وظل متداولًا حتى أصبح الشلن البريطاني نتيجة لاتحاد إنجلترا واسكتلندا لتشكيل مملكة بريطانيا العظمى في عام 1707.

## الاسم
كلمة "شيلنج" تأتي من الكلمة الإنجليزية القديمة "سكيلينج" (بمعنى الفصل) وهو مصطلح محاسبي يعود تاريخه إلى العصر الأنجلو ساكسوني ويعني عشرين من الجنيه مع أن عدم وجود عملة محددة بهذه القيمة. هناك اعتقاد خاطئ شائع بأن الكلمة هي كلمة نورسية مقترضة من الإنجليزية ومع ذلك يمكن العثور عليها في القوانين الإنجليزية قبل سنوات عديدة من غزوات النورسيين لبريطانيا على سبيل المثال قانون أثيلبيرت في كينت.

## التاريخ

### تيستون

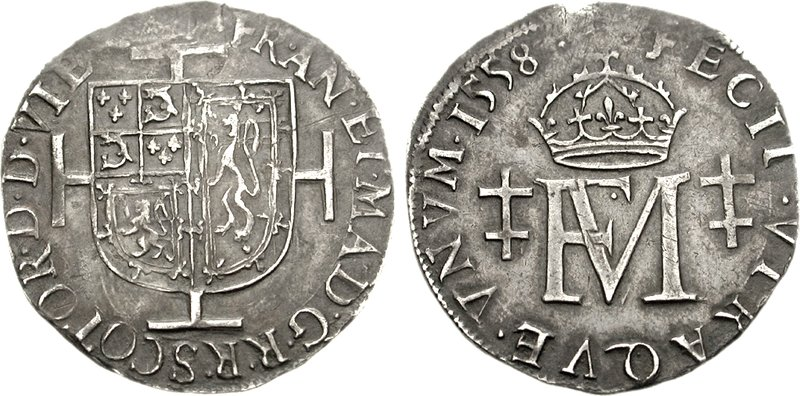
ماري وفرانسيس اختبار اسكتلندي

في مملكة إنجلترا أثناء حكم هنري السابع قدم سلف الشلن وهو التيستون. أنتج هذه العملة بكميات صغيرة للغاية ربما حوالي عام 1489 وحقيقة أنه لا يوجد سوى ثلاثة قوالب معروفة لهذا الإصدار (وثلاثة أنواع أسطورية لاحقة هنريك وهنريك السابع وهنريك سبتمبر) تُظهر بوضوح أن العملات المعدنية لم تُصنع للتداول العام. تعتبر أسطورة هنريك سبتم من أندر الأساطير وأكثرها ندرة كما أنها واحدة من أولى التجارب. لقد صنعت خلال نفس الفترة التي أجريت فيها التجارب على إصدار حساب تعريفي من الجرجير ونصف الجرجير لذلك ربما كانت قطعًا أو أنماطًا تجريبية.
في مملكة اسكتلندا أثناء حكم ماري ملكة اسكتلندا أدخل التيستون ونصف التيستون إلى العملة الاسكتلندية في عامي 1553 و1555 على التوالي. إن القطعة التي يعود تاريخها إلى عام 1553 هي قطعة نادرة اسكتلندية وقد أُهديت إلى ماري واحدة (كانت هذه القطعة من إنتاج شركة إي أف والتي بيعت بمبلغ 61 جنيهًا إسترلينيًا خلال خمسينيات القرن التاسع عشر في ثورنبورن).

### هنري الثامن (1509–1547)

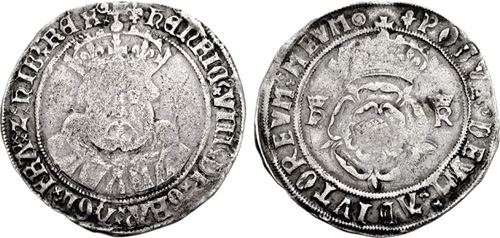
اختبار هنري الثامن

سكت كميات كبيرة من عملة التستون خلال الجزء الأخير من عهد هنري الثامن حيث أنتجت دور سك العملة في تاور وساوثوورك وبريستول عملات التستون في الفترة من 1544 إلى 1551. صنعت هذه التستونات من الفضة الأساسية الفقيرة جدًا في هذه الفترة وتُعرف باسم التستونات الأساسية. سكت العملات المعدنية بعد وفاة هنري في عام 1547 في البرج وساوثوورك وفي بريستول. الأسطورة بريستول وبريستول على الوجه الخلفي. تعتبر عملات بريستول نادرة للغاية وسكت قبل وبعد وفاة هنري الثامن عام 1547 مع وجود الحرف الأول من اسم دبليو أس في الأسطورة. (سجل واحد قبل الحرب العالمية الثانية عند 6.89جرامات مستديرة بالكامل ويقال إنها من بريستول واستُخدمت كدليل في محاكمة ويليام شارينغتون.)
العلامات المميزة لهذه الاختبارات هي كما يلي :
برج (لندن)
- اثنين من ليس أو
- ليس أو
- حبيبات في حلقة

ساوثوارك
- س أو
- هـ

بريستول
- دبليو أس ( لويليام شارينغتون )

العملات المعدنية من ساوثوورك تحمل الأسطورة العكسية "سيفيتاس لندن" (مدينة لندن) والعملات المعدنية من بريستول تحمل الأسطورة "سيفيتاس بريستول" (مدينة بريستول) أو لاحقًا "سيفيتاس بريستول" (مدينة بريستول). يظهر الوجه الأمامي لهذه العملات تمثال نصفي لهنري الثامن والوجه الخلفي وردة متوجة مع [دبليو أس] في الأسطورة. من النادر جدًا العثور على أي عينات من بريستول التي تكون كاملة ومستديرة وغير مقصوصة أو محلوقة.

### إدوارد السادس (1547–1553)

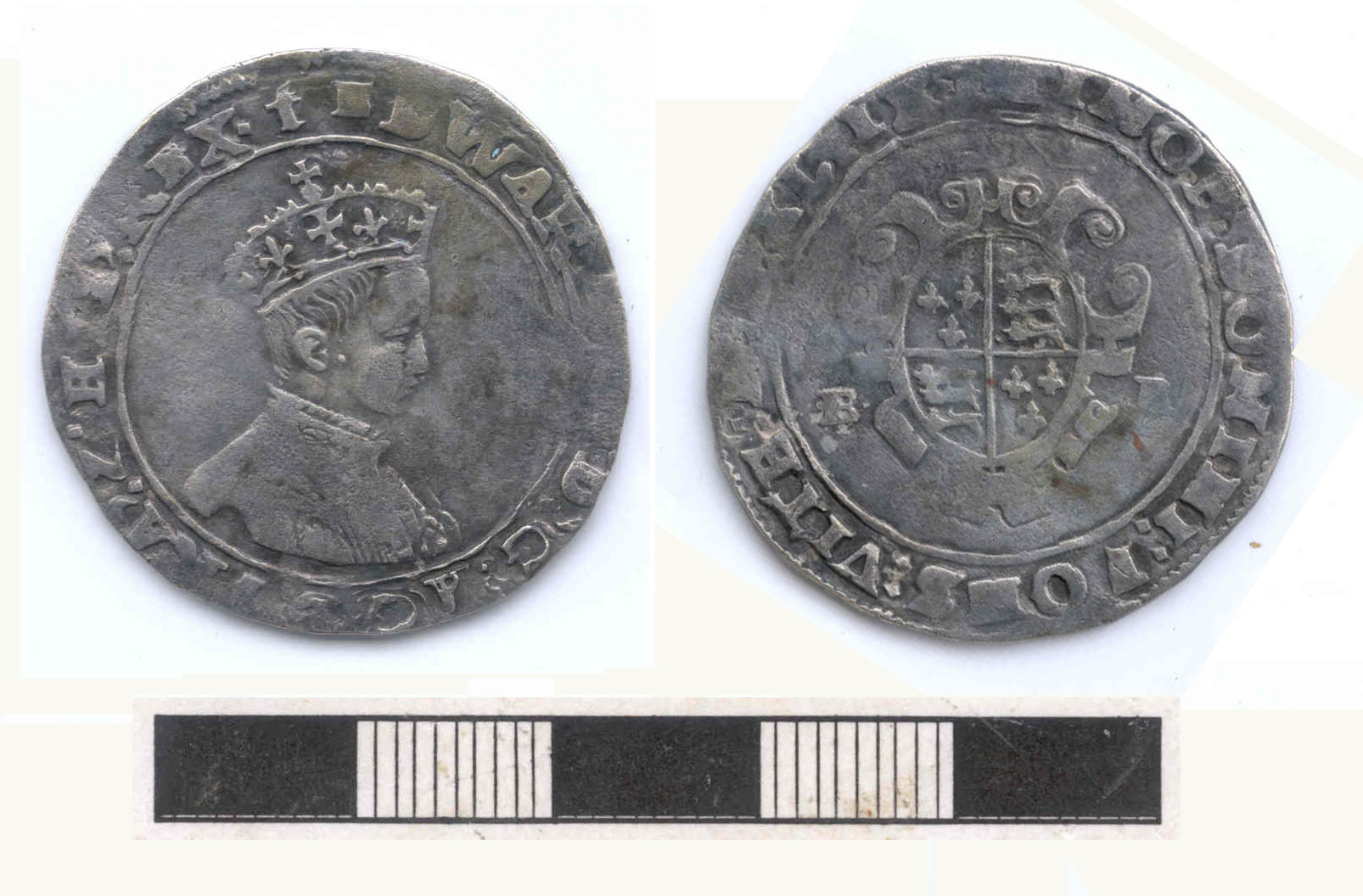
شلن إدوارد السادس في الفترة من 1549 إلى 1550

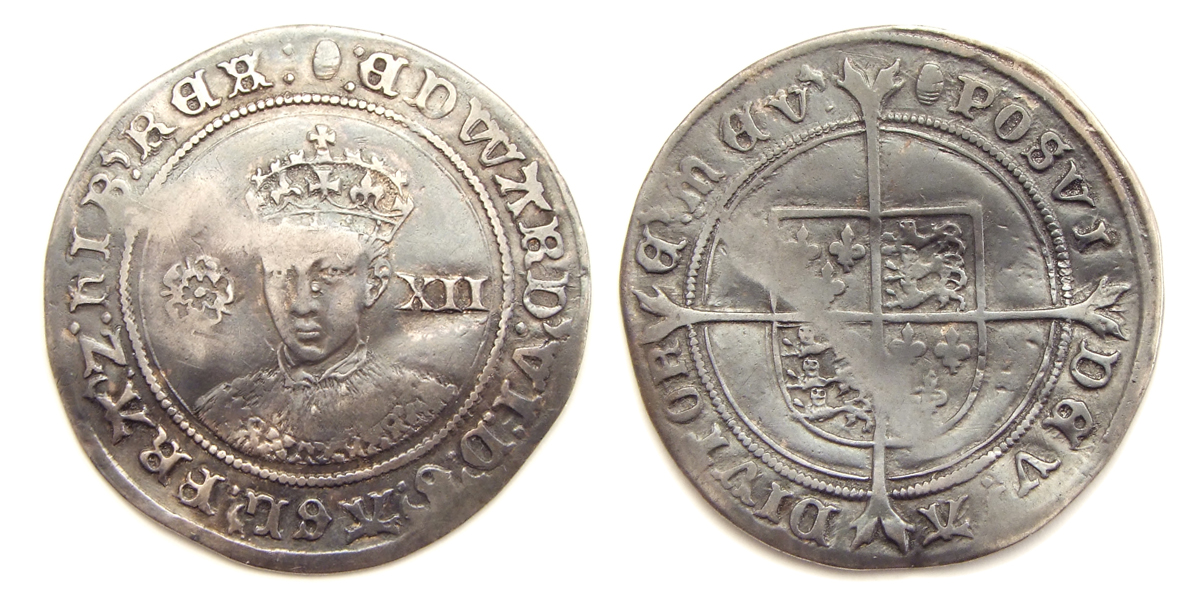
شلن إدوارد السادس في الفترة من 1551 إلى 1553

واصل ابن هنري الثامن الشاب إدوارد السادس إصدار الاختبارات الأساسية. في عهده أُطلق على التستونات اسم "شلن" لأول مرة وتُظهِر العملات المعدنية تمثال نصفي للملك الصبي الصغير. على عكس عملات والده لا يمكن التمييز بين شلنات إدوارد السادس من خلال الأسطورة العكسية لها. هناك ستة تماثيل نصفية مختلفة قليلاً لهذه القضايا. والأهم من ذلك أن هذه العملات هي أول العملات الإنجليزية التي تحمل التاريخ وهو بالأرقام الرومانية. سكت العملات المعدنية في دور سك العملة في دورهام هاوس وتاور وساوثوورك وكانتربري وبريستول.
العلامات التجارية لهذه العملات هي :
دار دورهام ميلادي 1548 (1548)
- قَوس

هذه المشكلة نادرة للغاية وقد تكون نمطًا أو تزويرًا معاصرًا.
دار دورهام ألف وثمانمائة وتسعة وأربعون (1549)
- قَوس

برج ألف وخمسمئة وتسعة وأربعون (1549)
- السهم أو
- المصارعة أو
- فيون أو
- البجعة

ساوثوارك ألف وخمسمئة وتسعة وأربعون (1549)
- ي أو
- إي واي

كانتربري ميلادي ١٤٤٩ (1549)
- روز أو
- ت

بريستول ميلادي ١٤٤٩ (1549)
- تي سي

برجمدل (1550)
- الأسد أو
- ليزا أو
- فيون و
- سوان أو
- مارليت أو
- رأس النمر المتوج

ساوثوارك مدل (1550)
- ي أو
- ليز و ي

برج إم دي إل آي (1551)
- الأسد والوردة أو
- وردة ووردة

ساوثوارك إم دي إل آي (1551)
- واي وليز

إصدار بدون تاريخ (دار دورهام)
- قَوس

#### إصدار من الفضة النقية
في عام 1551 استعيد معيار الفضة من حوالي 0.342 فضة إلى (ومن ثم) المعدل الطبيعي 0.925 "فضة إسترلينية". لقد ضربت بكميات كبيرة ولكن عادة ما يعثر عليها مهترئة إلى حد ما وفي بعض الأحيان مثقوبة.
علامات سك العملة :
برج أو ساوثوورك.لا يوجد تاريخ (1551)
- ي

برج.لا يوجد تاريخ (1551–3)
- تون

### ماري (1553-1558) وفيليب (1554-1558)

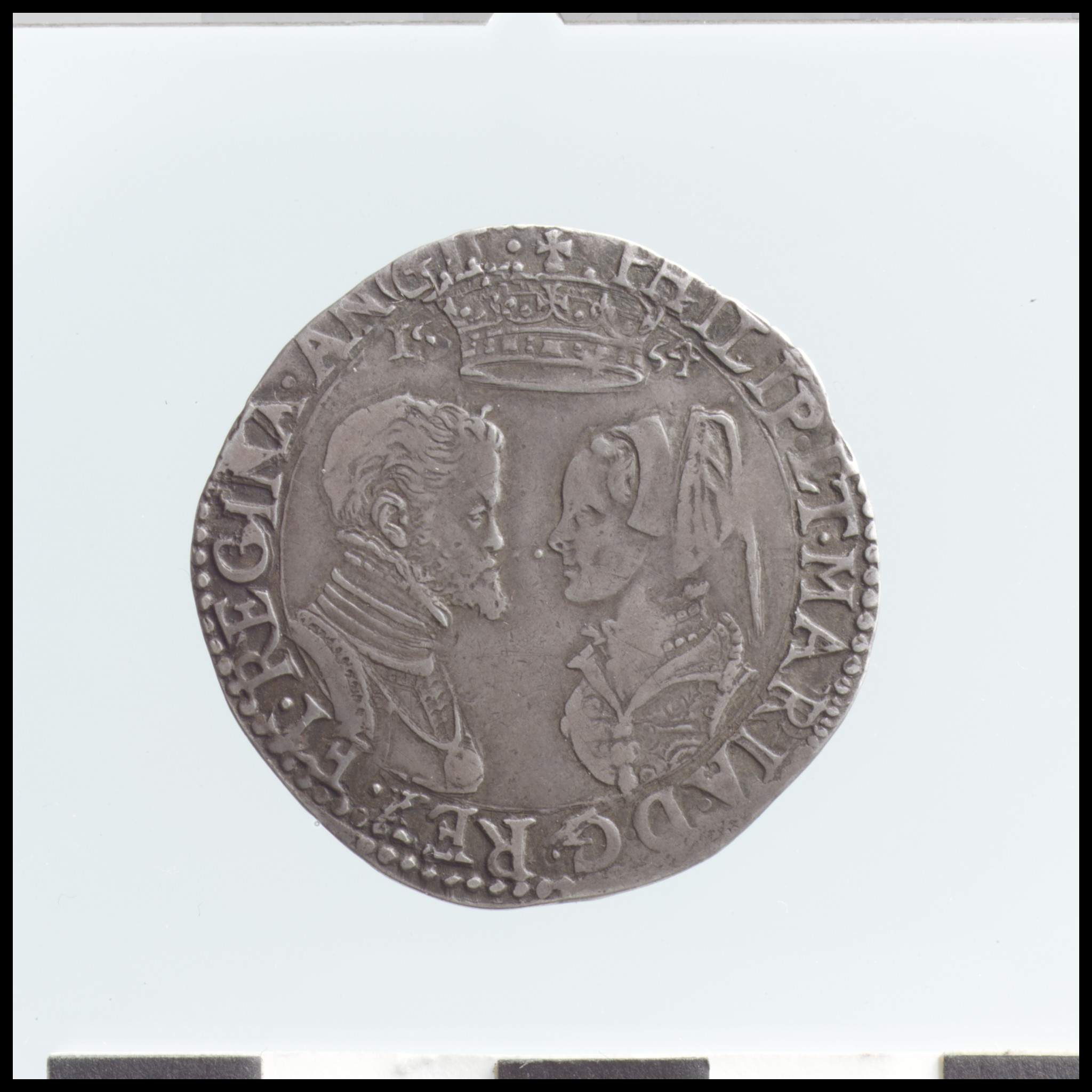
شلن إنجليزي لماري وفيليب 1554

لم تسك أي شلنات في إنجلترا حتى تزوجت الملكة ماري الأولى ملكة إنجلترا في عام 1554 من فيليب ملك إسبانيا مع أن الشلنات الأيرلندية التي تحمل صورة ماري سكت في عامي 1553 و1554 قبل زواجها.
بعد زواج ماري سكت بعض الشلنات. ولتعزيز شعبية فيليب وضع تمثاله النصفي على هذه العملات المعدنية في مواجهة تمثال ماري. تعتبر هذه العملات نادرة إلى حد ما ولكنها تظهر بشكل متكرر في السوق. هناك نوعان رئيسيان : الألقاب الإسبانية (التي تضيف "أمير وأميرة إسبانيا") والألقاب الإنجليزية. وقد أريخ العديد من هذه العملات باستخدام التواريخ العربية وبعض العملات تحمل علامة القيمة (X__II) فوق الدرع الملكي. هناك صنف نادر للغاية يحمل التاريخ أسفل التماثيل النصفية. صنع جميع العملات المعدنية في برج سك العملة.

### إليزابيث الأولى (1558–1603)

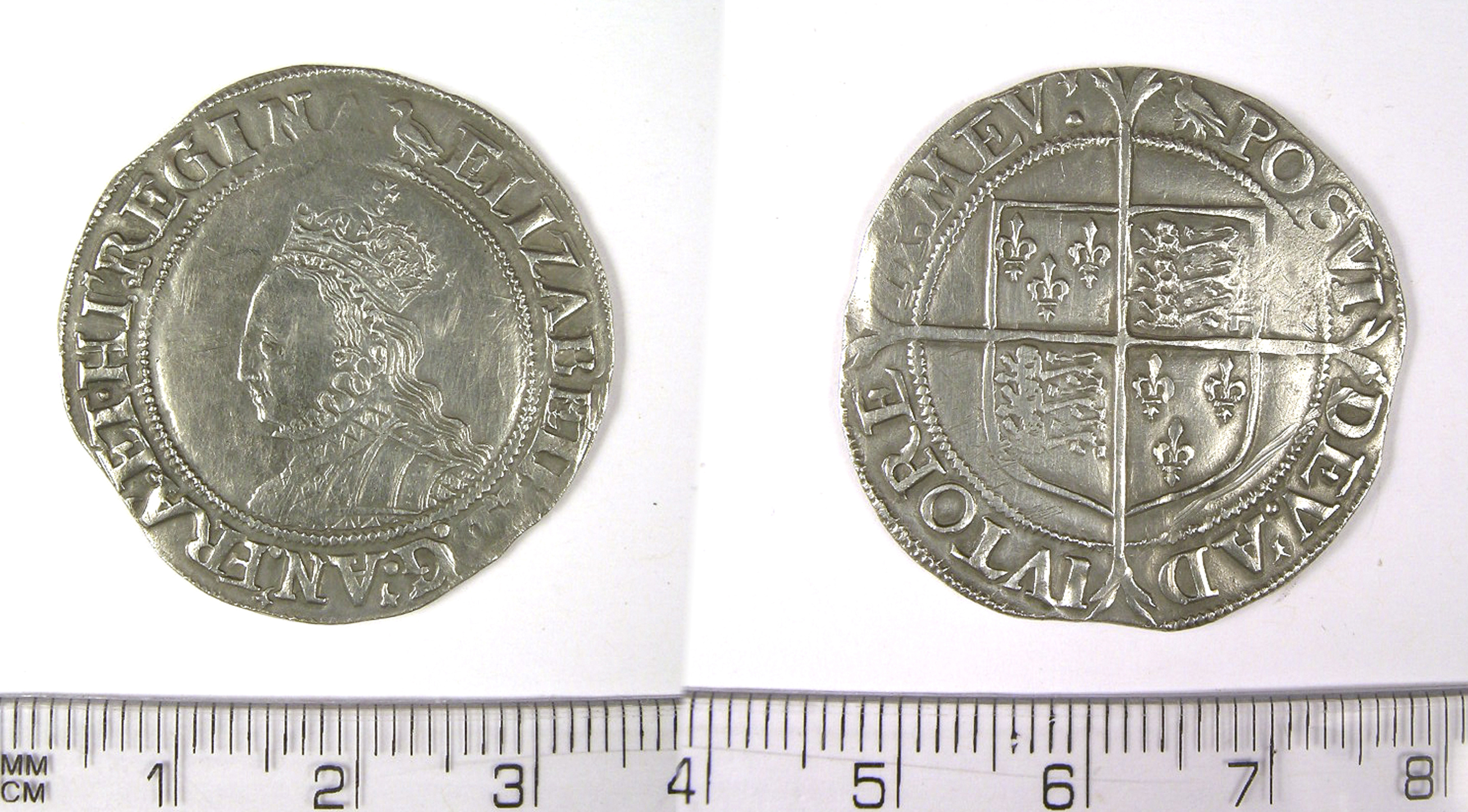
شلن إليزابيث الأولى (إصدار 1560-1561 مع علامة السك)

كان أحد الأحداث الأولى في عهد إليزابيث الأولى هو إعادة وضع العلامات على شلنات إدوارد السادس لإعادة تقييمها إلى قيمتها الحقيقية. تحمل هذه العملات المعدنية علامة مضادة لبوابة أو كلب سلوقي وهي نادرة للغاية. أعيد تقييم العملات المعدنية التي تحمل علامة البورتكوليس المضادة بأربعة بنسات ونصف بنس وأعيد تقييم العملات المعدنية التي تحمل صورة الكلب السلوقي ببنسين وفارذينج.
وبعد ذلك شرع في عملية إعادة سك العملة على نطاق واسع حيث أنتجت الآلاف من العملات الفضية. ولم يكن الشلن استثناءً حيث قاموا بإزالة التاريخ من التصميم. (ومع ذلك يمكن استخدام علامات سك للكشف عن التاريخ.) لم ينتج أي شلنات بين عامي 1562 و1582 ولكن الإصدار التالي كان كبيرًا جدًا أيضًا وقد نجا عدد جيد منها لهواة الجمع.
علامات سك العملة :
إصدار مطروق (أنتج جميع العملات المعدنية في البرج)
- ليز (1559–1560)
- صليب الصليب (1560-1561)
- مارليت (1560-1561)
- بيل (1582-1583)
- أ (1582–84)
- إسكالوب (1584–1586)
- الهلال (1587–1589)
- اليد (1590–92)
- تون (1592-1595)
- وولباك (1594-1596)
- المفتاح (1595–98)
- مرساة (1597–1600)
- 1 (1601)
- 2 (1602)

إصدار مطحون (دار سك العملة في البرج فقط)
- النجمة (1560–1)

تم إنتاج الإصدار المطحون بواسطة Eloye Mestrelle باستخدام قوة الحصان. كانت الإصدارات ناجحة، وخاصة الستة بنسات، لكنه خسر منصبه بسبب نزاعات مختلفة مع عمال دار السك. على الرغم من أن إيلوي وجد صعوبة كبيرة في صنع عملات معدنية أصغر حجمًا، إلا أن العملات المعدنية من فئة الستة بنسات والشلنات تم صنعها بكميات كبيرة إلى حد ما. لا تزال الشلنات تميل إلى أن تكون أكثر ندرة من الستة بنسات وغالبًا ما يتم العثور عليها ضعيفة الضرب، أو مذهبة، أو مثقوبة، أو مثبتة، وما إلى ذلك. وهي لا تزال متاحة لهواة الجمع، وإن كانت في حالة سيئة.

### جيمس الأول (1603–1625)

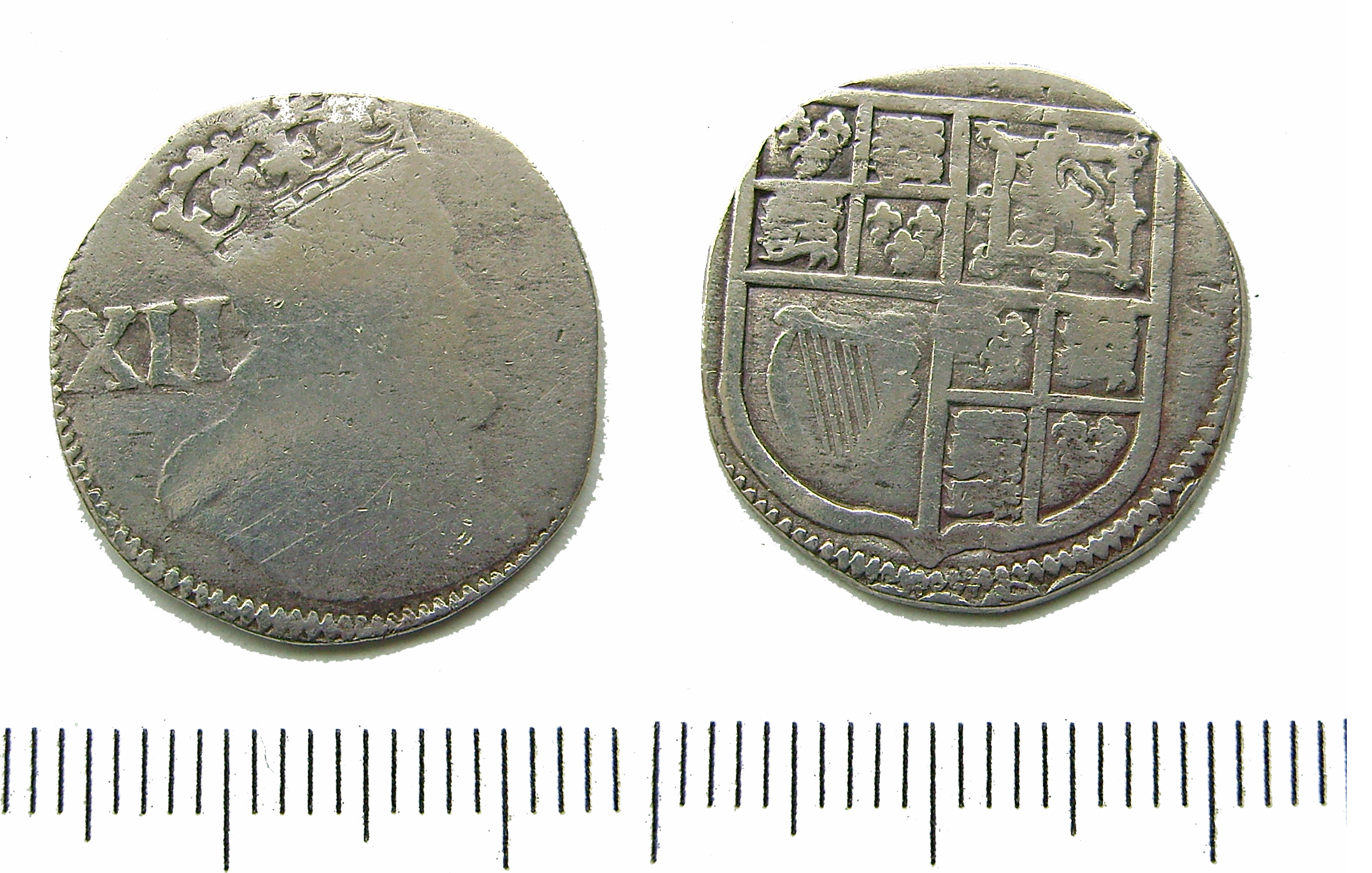
شلن جيمس الأول، مهترئ بشدة

خلال عهد جيمس الأول استمر سك العملة بنفس الطريقة التي كانت عليها في عهد إليزابيث لكن العملات المعدنية تحمل علامة القيمة أمام التمثال النصفي. ضربت بعض الشلنات مع ريشة فوق الدرع (الفضة الويلزية).
العلامات التجارية لهذه العملات هي:
العملة الأولى (أسطورة عكسيةليقم الله ويتبدد أعداؤه)
- ليز (1603-1604)
- الشوك (1603-1604)

العملة الثانية (أسطورة عكسية ما جمعه الله لا يفرقه إنسان لحية مقطوعة مربعة)
- ليز (1604-1605)
- روز (1604–6)
- إسكالوب (1606-1607)
- العنب (1607)
- التاج (1607-1609)
- المفتاح (1609–10)
- البوري (1611–2)
- البرج (1612–1613)
- البرسيم (1613)
- تون (1613-1615)
- نبات الخماسي (1613-1615)
- كتاب مغلق (1615–16)
- صليب عادي (1617-1618)

العملة الثالثة (شعر مجعد طويل جدًا)
- سبير رويل (1619-20)
- روز (1620–1)
- الشوك (1621–3)
- ليز (1623-1624)
- البرسيم (1624)

القضايا الويلزية (مع ريشة فوق الدرع)
- الشوك (1621–3)
- ليز (1623-1624)
- البرسيم (1624)

### 1625 إلى 1706

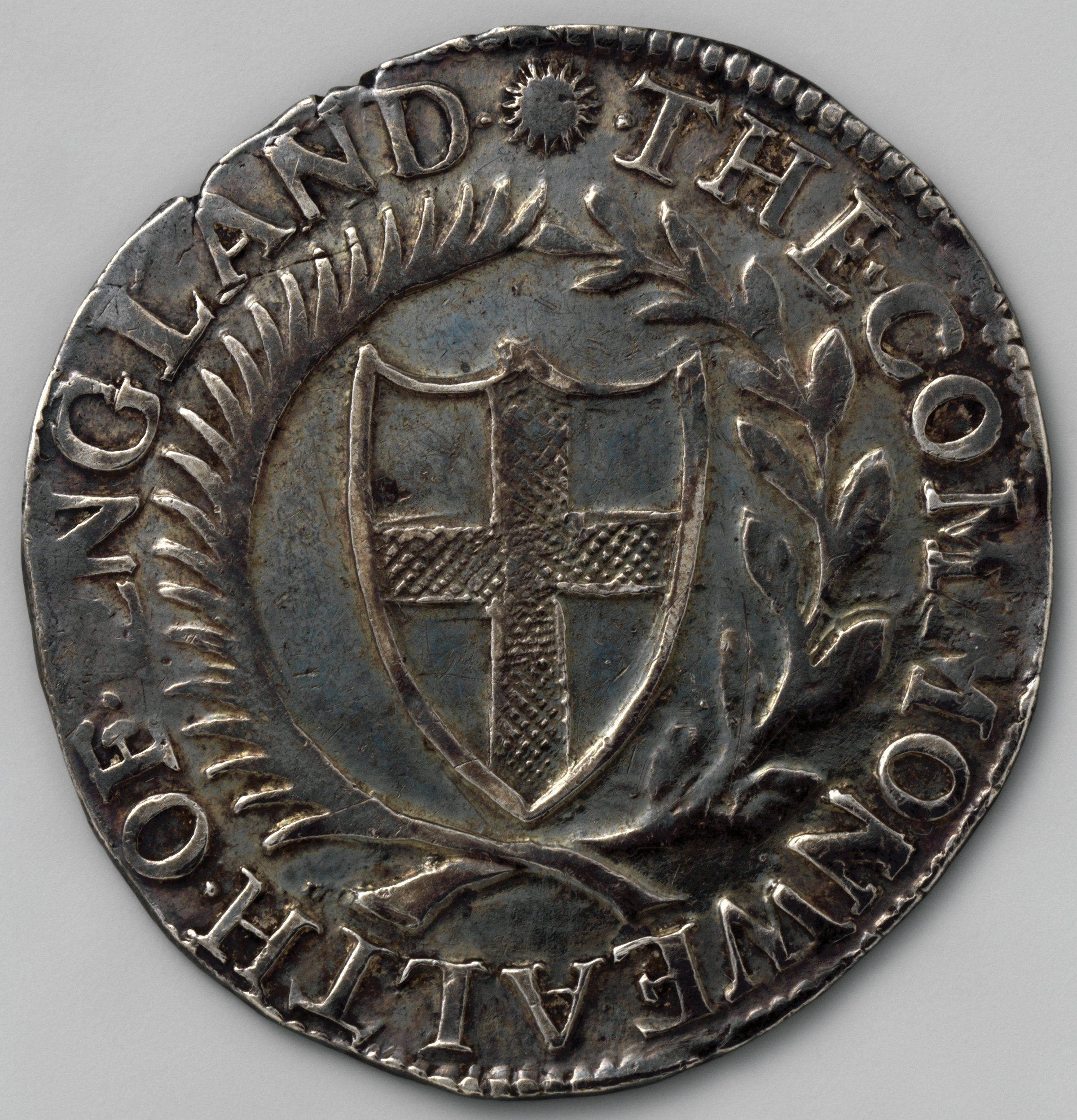
شلن الكومنولث 1659

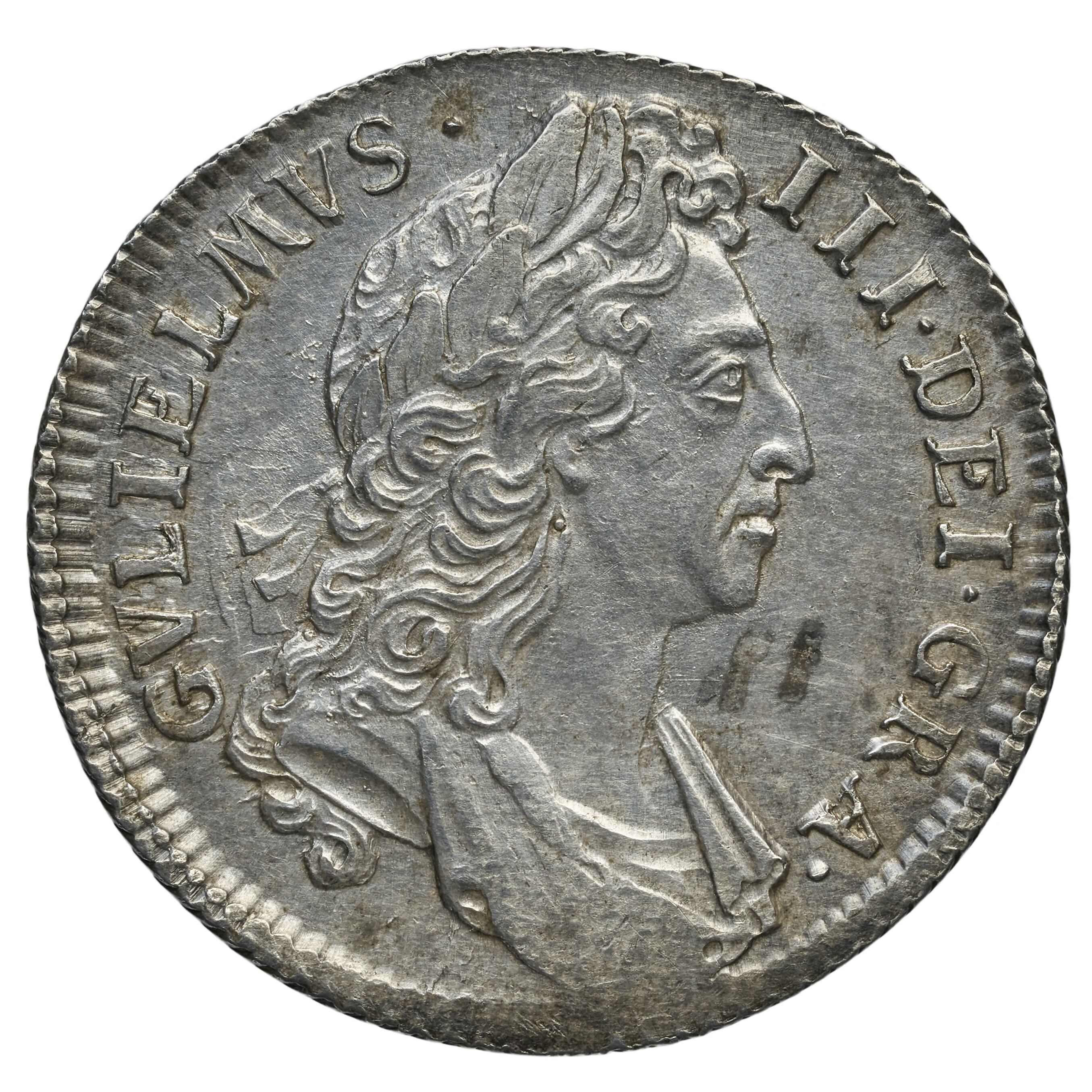
شلن ويليام الثالث، 1696

وقد سكت الشلنات في كل عهد لاحق وكذلك خلال فترة الكومنولث.
ابتداءً من عام 1707 ونتيجة لاتحاد إنجلترا واسكتلندا لتشكيل مملكة بريطانيا العظمى حول الشلن الإنجليزي إلى الشلن البريطاني.